# Нижневербижская сельская община
Нижневербижская сельская общи́на (укр. Нижньовербізька сільська громада) — территориальная община в Коломыйском районе Ивано-Франковской области Украины.
Административный центр — село Нижний Вербиж.
Население составляет 13 317 человек. Площадь — 96,6 км².

## Населённые пункты
В состав общины входят 6 сёл:
- Великий Ключев
- Верхний Вербиж
- Ковалёвка
- Мышин
- Нижний Вербиж
- Спас